# Riget Exodus
Riget Exodus er en dansk-produceret overnaturlig gyser-tv-serie fra 2022 i fem dele af Lars von Trier. Serien er en selvstændig efterfølger til de to sæsoner af Riget fra henholdsvis 1994 og 1997, også skabt af von Trier. Den havde dansk premiere 9. oktober 2022 på streamingtjenesten Viaplay og vil senere have premiere på DR, på et tidspunkt endnu ukendt for offentligheden.

## Baggrund
Anden sæson af Riget sluttede med en række ubesvarede spørgsmål, og en tredje sæson var da også planlagt. Men da nogle af de bærende kræfter, først Ernst-Hugo Järegård (der spillede Stig Helmer) og Morten Rotne Leffers (der spillede den mandlige opvasker), døde i 1998, og Kirsten Rolffes (der spillede fru Drusse) i 2000 også gik bort, blev indspilningen af en tredje sæson umuliggjort. Lars von Trier havde rent faktisk skrevet den tredje og sidste sæson, men produktionen blev aldrig påbegyndt af DR.
I december 2020 annoncerede Zentropa, at Riget III er på vej. Serien, der fik titlen Riget Exodus, skulle både være slutningen på den originale historie og fungere som selvstændig serie, som kan ses uden kendskab til de to forrige sæsoner. Det blev afsløret, at de medvirkende ville være en blanding af nye skuespillere samt skuespillere fra den originale serie. Serien bliver produceret af Zentropa, Nordic Entertainment og DR og kommer til at få premiere på Viaplay i 2022, inden den bliver vist på DR. Ved samme lejlighed bliver de to første sæsoner restaureret.
Filmen blev indspillet i løbet af 2021.

## Handling
Søvngængeren Karen søger svar på de uopklarede spørgsmål fra Riget I & II for at redde hospitalet fra undergang. Da hun en aften går i søvne, ender hun på uforklarlig vis foran Rigshospitalet, hvor porten til "Riget" er begyndt at åbne sig igen.

## Vigtige karakterer
| Navn                     | Spilles af                                                   | Funktion                       |
| ------------------------ | ------------------------------------------------------------ | ------------------------------ |
| Jørgen "Krogen" Krogshøj | Søren Pilmark                                                | Reservelæge                    |
| Rigmor Mortensen         | Ghita Nørby                                                  | Patient, tidligere narkoselæge |
| Balder (kaldet Bulder)   | Nicolas Bro                                                  | Portør                         |
| Mogens "Mogge" Moesgaard | Peter Mygind                                                 | (oprindeligt lægestuderende)   |
| Karen                    | Bodil Jørgensen                                              | Søvngænger                     |
| Helmer Jr.               | Mikael Persbrandt                                            | Overlæge                       |
| Filip Naver              | Nikolaj Lie Kaas                                             | Reservelæge                    |
| Storebror                | Udo Kier                                                     | -                              |
| Anna                     | Tuva Novotny                                                 | Neuropsykolog                  |
| Pontopidan               | Lars Mikkelsen                                               | Overlæge                       |
| Svenskernes advokat      | Alexander Skarsgård                                          | Advokat                        |
| Grand Duc                | Willem Dafoe                                                 | -                              |
| Lillemand                | Jesper Sørensen                                              | Opvasker                       |
| Bob 2.0                  | Jasmine Junker Arkiveret 8. februar 2023 hos Wayback Machine | Robot, Stemme, Opvasker        |